# Quenol
Quenol (Kenol) ou Macuio (Makuyu) é uma cidade do Quênia situada na antiga província Central, no condado de Muranga. De acordo com o censo de 2019, havia 44 086 habitantes. Segundo o Ministério de Devolução e Planejamento, carece de sistema adequado de esgoto.